# 布倫納冰川
布倫納冰川（英語：Brunner Glacier）是南極洲的冰川，位於杜費克海岸，長4公里，處於丘默勒斯山西坡，流經蘭德里海崖和半月海崖之間，最終注入沙克爾頓冰川，現時由南極條約體系管理。

## 外部連結
. . United States Geological Survey.   [2011-09-22].
85°14′S 175°38′W / 85.233°S 175.633°W